# Terri Summers
Terri Summers, née le 1976 à Amsterdam, est une actrice pornographique néerlandaise.

## Biographie
Summers est entrée à 23 ans dans le milieu de l'érotisme. Modèle pour Hustler, puis Penthouse Pet of the Month dans sept pays, elle travaille aussi pour le magazine Playboy. Sa première scène hardcore est tournée avec l'acteur Evan Stone par Michael Raven. Deux AVN Awards récompensent ses performances au sein des films Blond & Brunettes, d'Andrew Blake, et les productions de Michael Ninn pour Ninn Worx, Fem Sonata et Soloerotica 9.